# 콜롬비아 대대
콜롬비아 대대는 6.25 전쟁 당시 유엔사령부 휘하에서 싸운 콜롬비아의 파병부대이며, 아시아에서 처음으로 복무한 콜롬비아의 부대이다. 주로 미국 제7보병사단과 제25보병사단에 배속되었다. 1951년부터 1954년까지 활동했다.

## 배경
1950년 라우레아노 고메즈가 대통령으로 선출되면서 미국-콜롬비아 관계는 새로 갱신되었다. 고메스는 동맹으로서 직접 관여하는 대가로 미국의 경제적 지원을 확대하고, 그리고 제2차 세계 대전 중 있었던 콜롬비아의 전임 대통령들의 반미 및 친독 감정과 연관된 대미 정책들을 완전히 폐기하기를 원했다. 특히 한국전쟁에 대해서 중남미 국가들 중 유일하게 파병을 결정한 것도 당시 고메즈 정권의 반공 및 친미적인 입장과 관련이 있었다.
고메즈는 유엔 안보 헌장의 중요성과 집단 안보의 개념을 강조했다. 이를 바탕으로, 고메즈는 콜롬비아군에 유엔을 대표하여 언제든지 파병할 수 있는 원정군을 꾸릴 것을 요구했다. 대대의 전체 병력은 게릴라가 능한 용병들도 포함된 5,100명의 병사들과 순양함 ARC Almirante Padilla, ARC Capitán Tono, 그리고 ARC Almirante Brión에 탑승한 300명의 승조원들이 있었다.

## 6.25 전쟁 발발과 파병
1950년 6월 25일 새벽에 6.25 전쟁이 발발하자 콜롬비아 대대는 1951년 6월 15일 부산항으로 출항했다. 대대장은 중령 제이미 폴라니야 푸요였다. 이들은 1951년 8월 흑운토령 전투를 시작으로 불모고지 전투, 삼각고지 전투, 금성 진격전에 참여해 승리를 거두었다. 특히 불모고지 전투는 콜롬비아 대대에게 유명한데, 전투 동안 대대 파병된 병력 중에서 20%나 사상자가 발생했기 때문이었다.
콜롬비아 대대는 6.25 전쟁 기간 동안 163명이 전사했고, 448명이 부상을 입었으며 60명이 실종되고 30명이 포로로 붙잡혔다. 콜롬비아는 이러한 공로로 인하여 오늘날까지 유엔군사령부의 회원국으로서 활동 중에 있다. 콜롬비아 대대는 전쟁 직후의 참전 경험을 살려서 미국의 레인저를 표방하여 란세로를 창설하게 된다.

## 같이 보기
- 콜롬비아 한국전 참전 기념비
- 란세로
- 대한민국-콜롬비아 관계